# Corno Grande
Le Corno Grande est le point culminant des Abruzzes, des Apennins et de la péninsule italienne avec 2 912 mètres d'altitude. Il se trouve dans le massif montagneux du Gran Sasso, situé dans l'Apennin central. Le sommet, appartenant au parc national du Gran Sasso e Monti della Laga, se situe sur les communes de Pietracamela et de l'Isola del Gran Sasso d'Italia.

## Géographie

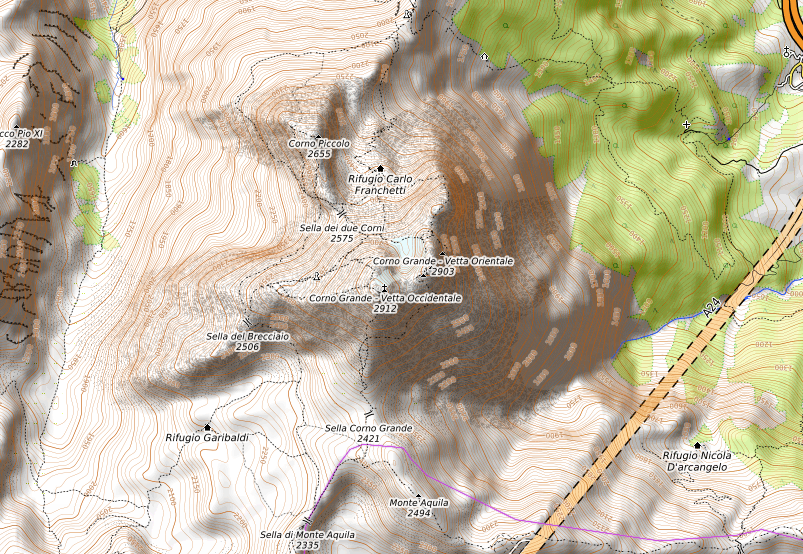
Carte topographique.

Le Corno Grande est composé de quatre pics entièrement compris dans la province de Teramo. Ce sont, d'ouest en est :
- la cime occidentale (2 912 m) ;
- le torrione Cambi (2 875 m) ;
- la cime centrale (2 893 m) ;
- la cime orientale (2 903 m), qui domine la vallée de Teramo par son « Paretone », une paroi verticale de 2 000 m de dénivelé.

Au nord-est se trouve le glacier du Calderone, le seul des Apennins et le plus méridional d'Europe.

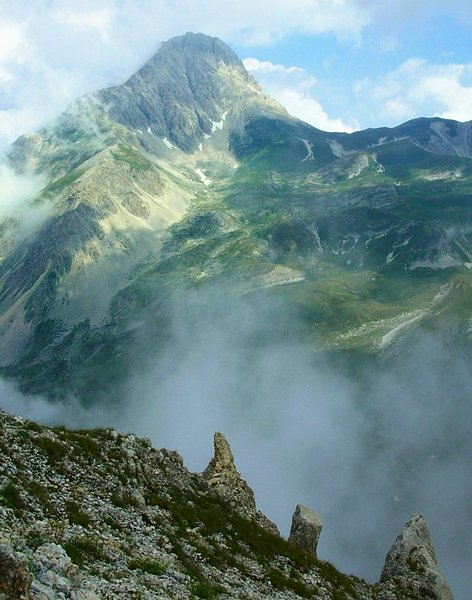
Corno Grande depuis la Sella dei Grilli (Pizzo d'Intermesoli).
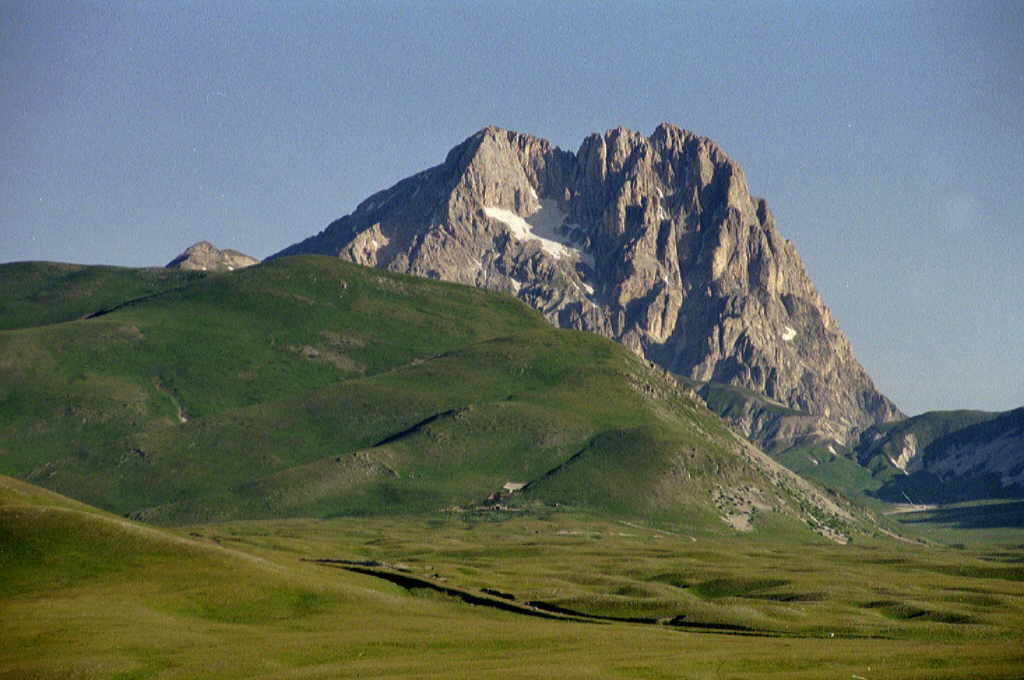
Corno Grande depuis Campo Imperatore.
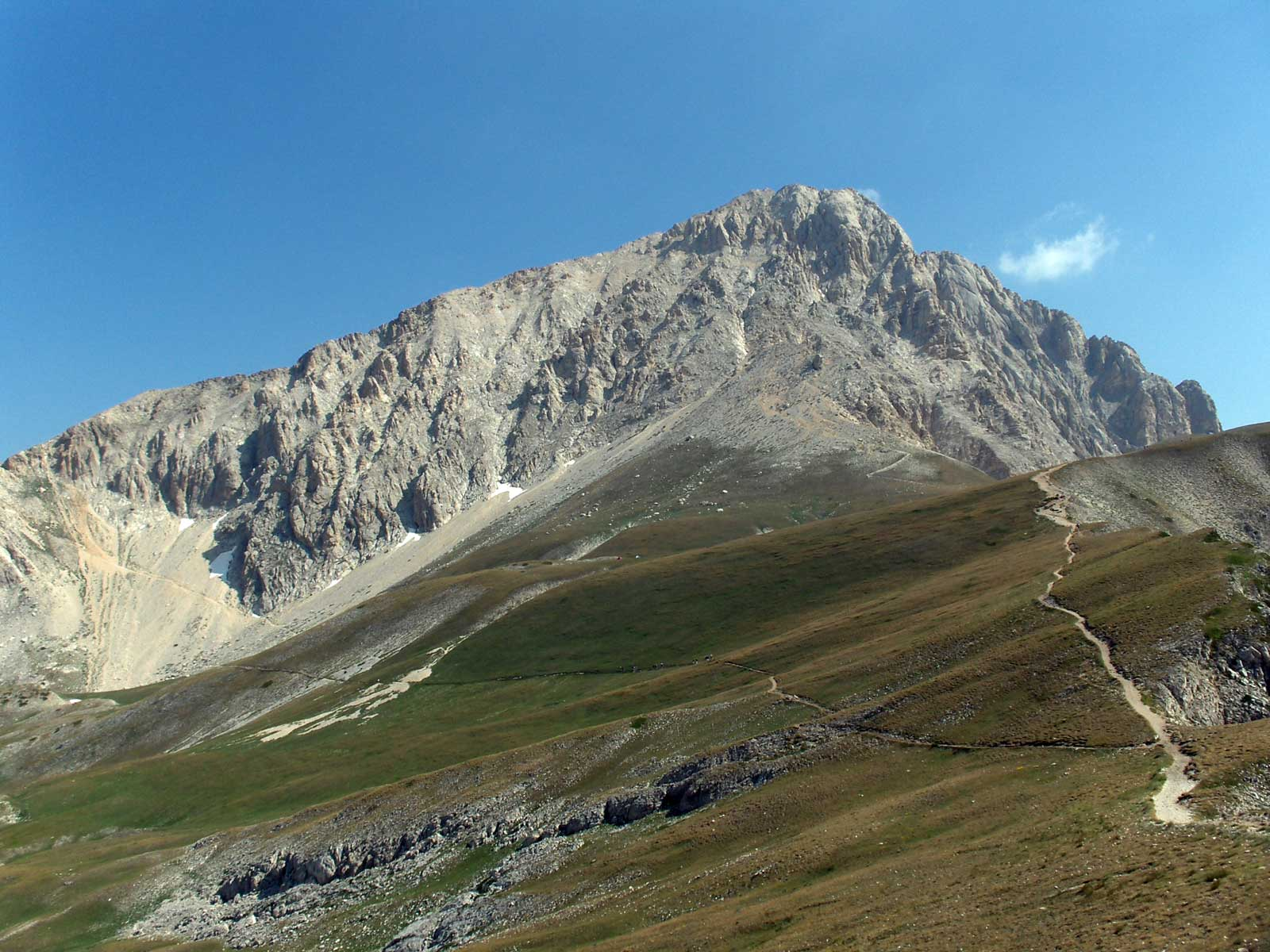
Corno Grande depuis la Sella di Monte Aquila.
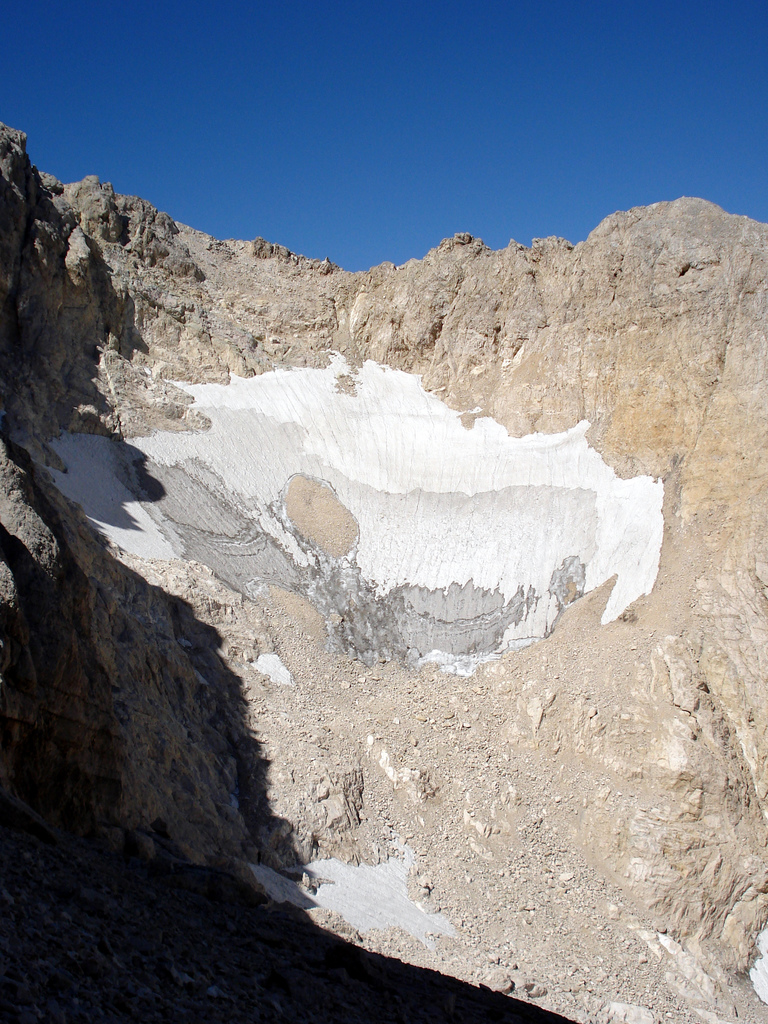
Glacier du Calderone.
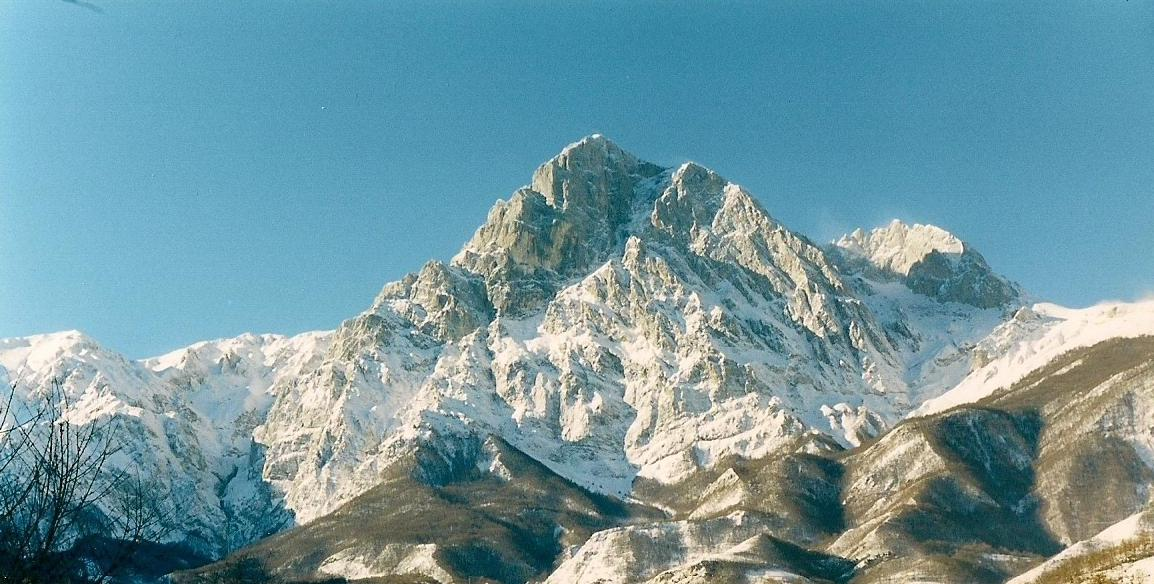
Corno Grande et Corno Piccolo au printemps, vu du côté de Teramo.
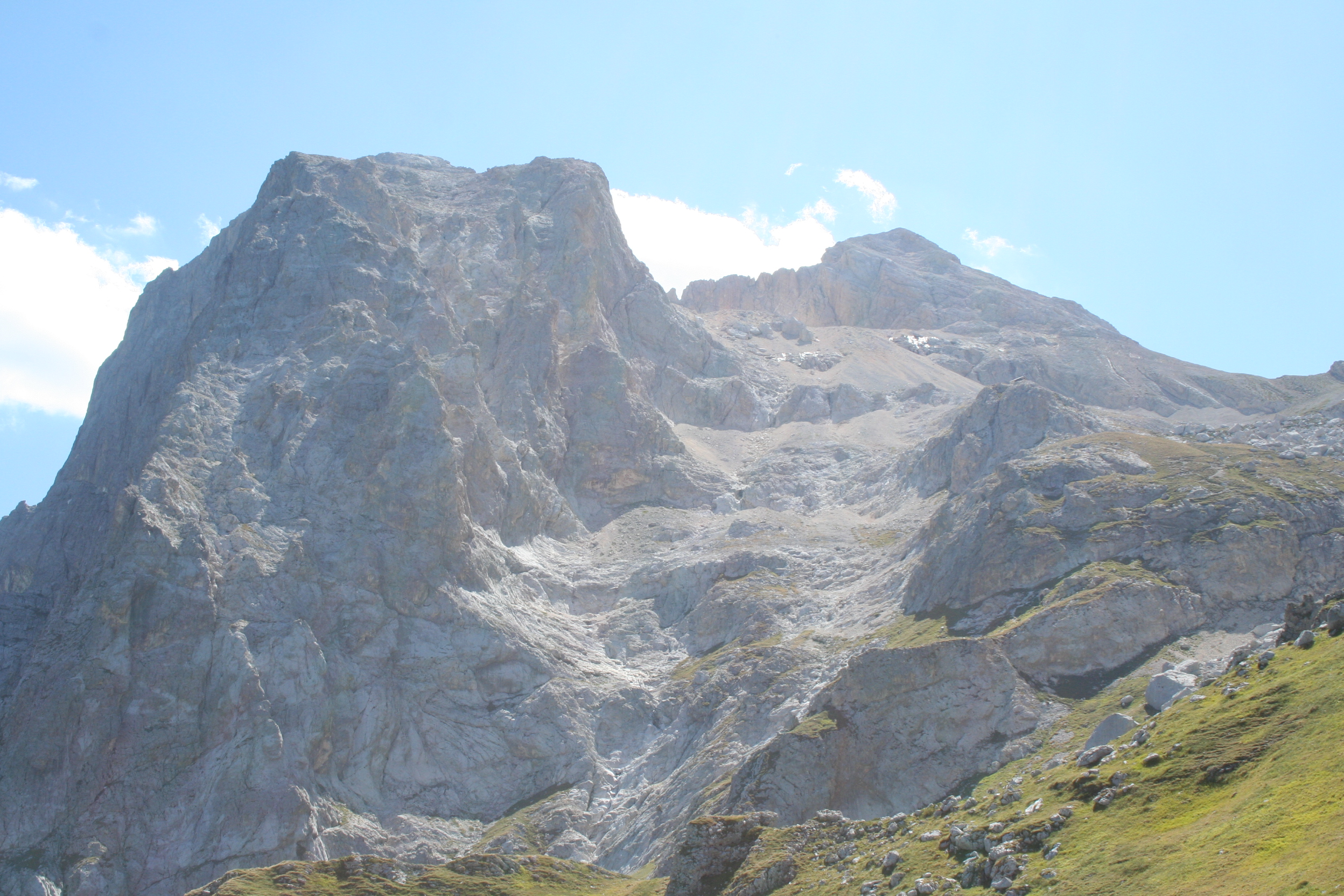
Corno Grande depuis Arapietra (Prati di Tivo).

## Première ascension
Au XVIe siècle, Francesco De Marchi nota avec intérêt le Gran Sasso, comme il le raconte dans sa Chronique, et après trente ans d'attente, à l'âge de 69 ans, Francesco De Marchi réalisa la première ascension du sommet.
Accompagné du Milanais Cesare Schiafinato et de Diomede dell'Aquila, en août 1573, De Marchi se rendit à Assergi à la recherche d'un alpiniste pouvant le guider. Il identifia un chasseur de chamois, Francesco Di Domenico, qui avait déjà gravi le sommet et qui le rejoignit volontiers. Il recruta également deux frères, Simone et Giovampietro Di Giulio. Ainsi, le 19 août 1573, en cinq heures et quart, ils atteignirent le sommet du Corno Grande.

## Voies
La cime occidentale (la plus élevée) peut être atteinte par différentes voies, de difficultés variables :
- la voie normale du sud (cotation EE/F), qui part de Campo Imperatore et monte sur le versant nord-ouest ;
- le chemin du nord (cotation  EE/F), qui part du refuge Franchetti dans le Vallone delle Cornacchie et qui, une fois passé la Sella dei Due Corni et le Passo del Cannone, rejoint la voie normale ;
- le chemin de la crête ouest (cotation F) ;
- la Direttissima (cotation F), dont l'ascension requiert un casque en raison de l'encombrement et des chutes de pierres fréquentes.

Les cimes centrale et orientale sont accessibles via de nombreuses voies d'escalade qui mènent au Paretone et aux murs au-dessus du glacier Calderone.